# Sectie (biologie)
Een sectie (Latijn: sectio) is een rang lager dan ondergeslacht (subgenus) of een taxon in die rang. De naam van een sectie bestaat uit twee delen: de geslachtsnaam (genusnaam) en de reeksaanduiding met daartussen de verbindingsterm "sectio" of de afkorting "sect.". Zowel de geslachtsnaam en de naam van de sectie worden cursief geschreven en beginnen met een hoofdletter.
Voorbeeld:
Paraserianthes sect. Falcataria